# Childerich I.
Childerich I. (cca 436–481 Tournai) byl franský král z rodu Merovejců, který spolu s Římany bojoval proti Vizigótům a Sasům. Přestože nebyl křesťan, spolupracoval s galskou církví a položil základy království, kterému jeho potomci vládli následující tři staletí. S manželkou Basinou měl syna Chlodvíka a dcery Lantechildu a Audofledu. Byl synem franského válečníka Merovecha.

## Poklad
Childerik zahynul při tažení v Tournai, kde byl jeho hrob objeven v roce 1653, v něm byl nalezen bohatý poklad se zlatými doplňky destičkové výstroje a výzbroje, zdobené přihrádkovým emailem, almandiny a českými granáty. Byly to: kování záštity římského meče typu scramasax, přezka opasku, kování brašny, zlaté spony, zlatý masivní náramek a desítky drobných ozdob, zlatý pečeťní prsten s rytým jménem CHILDERICI REGIS, dále několik stovek zlatých římských a byzantských mincí, vyražených vesměs v Konstantinopoli, a pinzeta (k vytrhávání vousů). Díky uměnímilovnému rakouskému místodržiteli Nizozemska, arcivévodovi Leopoldu Vilémovi, byl poklad ihned zdokumentován a jeho osobní lékař Jean Jacques Chifflet o pokladu vydal knihu s rytinami všech předmětů.
Pokladu se později zmocnil císař Napoleon Bonaparte, dal jej převézt do Paříže a využíval pro vlastní reprezentaci výzdobný motiv zlaté včely – ten si zvolil za svůj osobní znak. Poklad byl později téměř celý rozkraden, dochovaly se jen čtyři předměty: zlaté kování meče, včelky, spona a prsten, jež jsou uloženy ve sbírkách Francouzské národní knihovny v Paříži.